# Sarusi Kis János
Sarusi Kis János (Csongrád, 1960. június 29. –) négyszeres világbajnok magyar kenus.

## Pályafutása
Pályafutását a csongrádi Fűtőber SC-ben kezdte Mészáros Csaba nevelőedző tanítványaként. 1980-ban igazolt az MTK-VM-hez, ahol Tóth Árpád mesteredzővel kezdett dolgozni. Az 1980-as válogatóversenyeken kivívta a részvétel jogát a moszkvai olimpiára, ám a sportvezetés döntése miatt mégsem vehetett részt a játékokon. Első felnőtt világbajnoki címét 1982-ben szerezte Hajdú Gyulával a belgrádi világbajnokságon C2-1000 méteren, valamint C1-500 méteren második helyezést ért el. Az 1984-es Los Angeles-i olimpiára abszolút esélyesként utazhattak volna, ha nem születik meg az utolsó pillanatban a döntés a játékok bojkottjáról. 1985-ben a Mechelenben már Vaskuti Istvánnal megszerezte második világbajnoki aranyát, ezúttal C2-500 méteren. 1986-ban Montréalban megvédték világbajnoki címüket C2-500 méteren, és megnyerték C2-1000 métert is. Ezen a világbajnokságon a legnagyobb riválisuknak tartott jugoszláv párossal szemben gyakorolt nemes gesztusuk miatt nemzetközi Fair Play-díjban részesültek, ugyanis kölcsönadták nekik a saját tartalékhajójukat, mivel a jugoszlávoké megsérült. A szöuli olimpiára már Takács Tiborral készült, és vele is nyerték el az indulás jogát, ám a sportvezetés döntésének értelmében Vaskuti Istvánnal álltak rajthoz C2-500 méteren, ahol 6. helyezést értek el. Az olimpia után vállműtéten esett át, majd visszavonult a versenysporttól.

## Eredményei
- Olimpia
  - 1988. Szöul C2-500 m 6. helyezett
- Világbajnokság
  - 1982. Belgrád C2-1000 m 1. helyezett (Hajdú Gyula)
  - 1985. Mechelen  C2-500 m 1. helyezett (Vaskuti István)
  - 1986. Montréal C2-500 m 1. helyezett (Vaskuti István)
  - 1986. Montréal C2-1000 m 1. helyezett (Vaskuti István)
  - 1981. Nottingham C1-500 m 3. helyezett
  - 1982. Belgrád C1-500 m 2. helyezett